# Райт, Патрисия
Патрисия Райт (Patricia Chapple Wright; род. 1944) — американский биолог, эколог, защитница и исследовательница приматов, их поведения.
Доктор философии (1985), заслуженный профессор кафедры антропологии Университета Стоуни-Брук, член Американского философского общества (2013). Макартуровский стипендиат (1989—1994).
В 1987 году открыла новый вид лемуров Hapalemur aureus и затем помогла основать Национальный парк «Ранумафана» для его защиты. В число её научных интересов входят популяционная экология и генетика, а также гибернация приматов. Она считается одним из ведущих мировых экспертов по лемурам.

## Биография
Окончила Hood College (бакалавр, 1966). В 1985 году получила степень доктора философии по антропологии в Городском университете Нью-Йорка, занималась для того под началом докторов Warren Glenford Kinzey и John Oates (последний ныне является эмерит-профессором антропологии), диссертация — «The Costs and Benefits of Nocturnality for Aotus trivirgatus (the Night Monkey)». Работала в университетах Дьюка (1983-91) и Стоуни-Брук (1991—2013), в последнем с 1992 г. также являлась директором института ICTE, его основательница. Также основательница и международный директор исследовательской станции Centre ValBio (CVB) в национальном парке Ранумафана. Член Американской ассоциации содействия развитию науки (2004).
Провела более 40 полевых экспедиций в Перу, Парагвай, Восточную Малайзию, на Филиппины и Мадагаскар. Удостоена ряда правительственных наград Мадагаскара, в частности Национальной медали почёта. Также среди её отличий:
- Hauptman Woodward Pioneer in Science Medal, Hauptman-Woodward Medical Research Institute[англ.] (2008)
- Distinguished Primatologist Award, American Society of Primatology (2008)
- Distinguished Alumnae Award, Hood College[англ.] (2008)
- Indianapolis Prize[англ.] (2014; финалистка, 2012)

Удостоена почетных степеней.
Автор более 150 научных публикаций и четырёх книг:
- Madagascar: Forests of our Ancestors
- Tarsiers: Past, Present and Future
- High Moon over the Amazon: My Quest to Understand the Monkeys of the Night (2013)
- For the Love of Lemurs